# Павловское (Толбухинский сельский округ)
Павловское — деревня в Ярославском районе Ярославской области. Входит в состав Кузнечихинского сельского поселения.

## География
Находится в восточной части Ярославской области на расстоянии приблизительно 22 км на север от станции Филино.

## История
Была отмечена еще на карте 1798 года. В 1859 году здесь (тогда деревня Романово-Борисоглебского уезда Ярославской губернии) было учтено 15 дворов, в 1898 — 11.

## Население
Численность населения: 145 человек (1859 год), 0 как в 2002 году, так и в 2010.